# Dorfkirche (Riesigk)

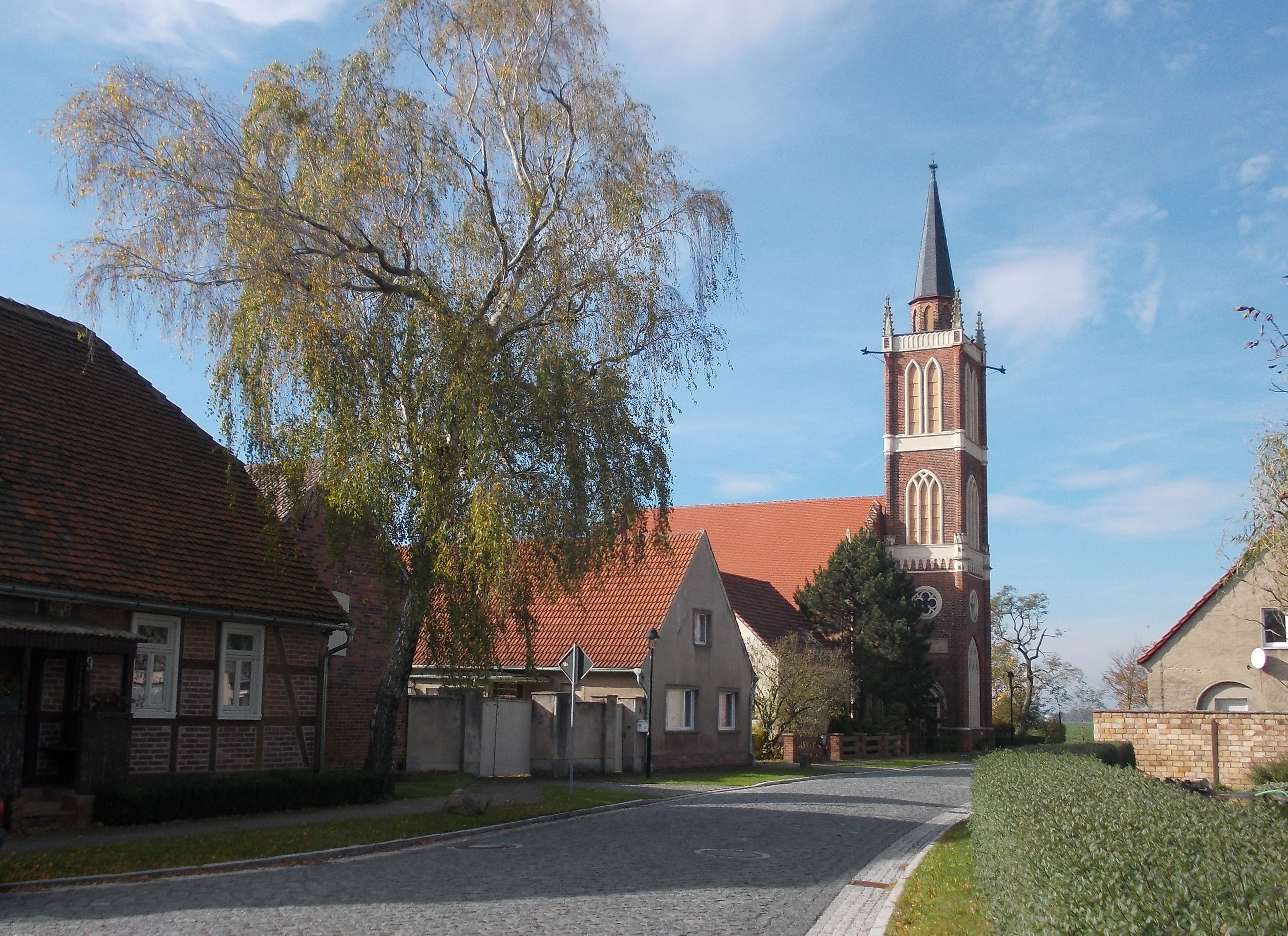
Dorfkirche in Riesigk

Die Dorfkirche ist eine evangelische Kirche im neogotischen Stil in Riesigk, einem Ortsteil von Oranienbaum-Wörlitz im Landkreis Wittenberg in Sachsen-Anhalt.

## Geschichte
Der erste hölzerne Vorgängerbau der Kirche in Riesigk könnte bereits im Jahr 1745 errichtet worden sein. Ab dem Jahr 1780 ließ Leopold III. Friedrich Franz von Anhalt-Dessau ein Wallwach-, Schul- und Gemeindebackhaus errichten. Diese sollten – ähnlich wie die später erbaute Kirche – die Ortsansicht verschönern. Die Kirche ließ er von 1797 bis 1800 erbauen. Als Architekt fungierte Georg Christoph Hesekiel. 1997 wurde die Kirche restauriert. In Herbst 2011 wurde die Kirche erneut durch ein Unwetter beschädigt.

## Beschreibung

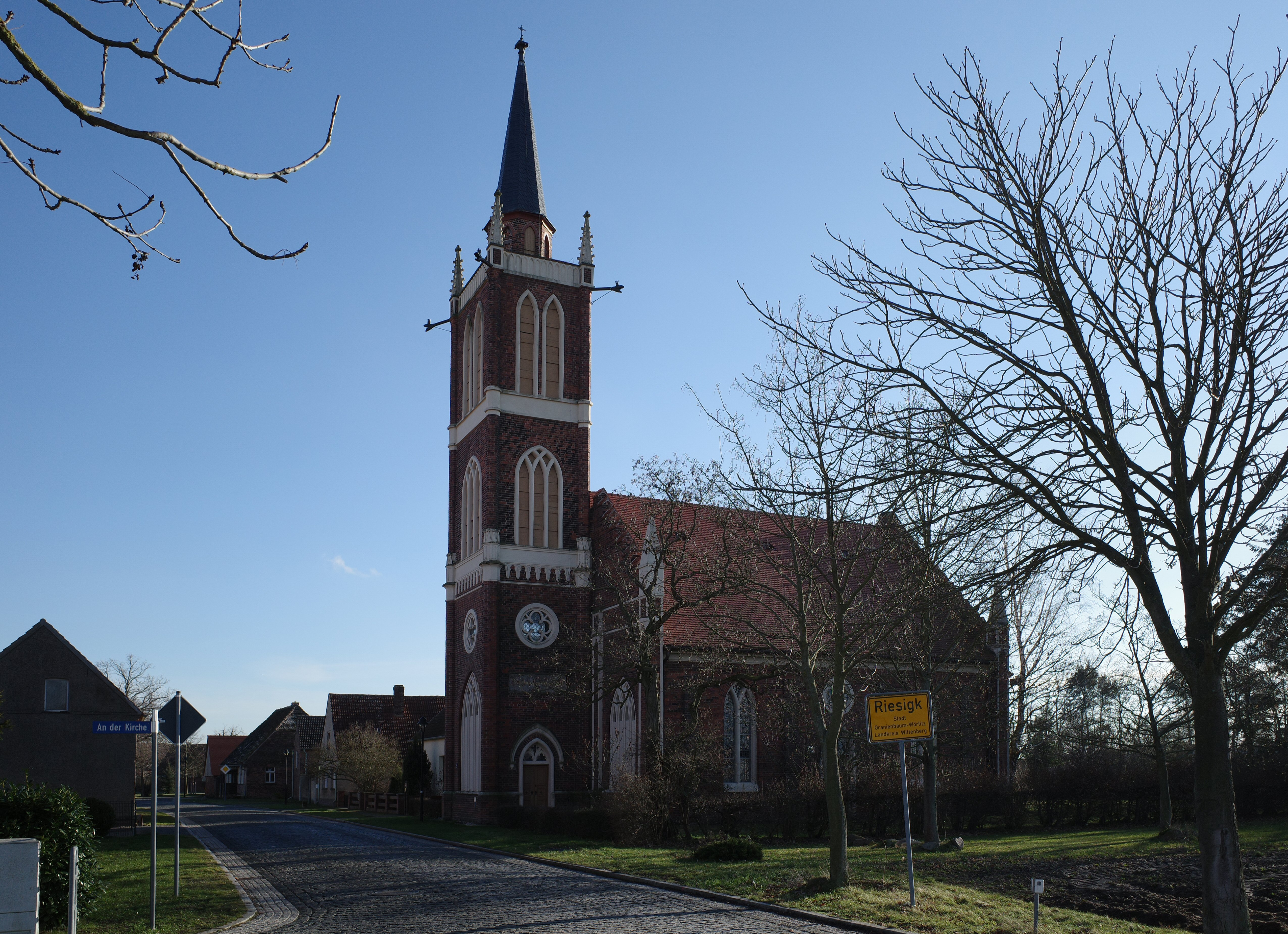
Die Kirche von Norden

Die nach Wörlitz ausgerichtete Dorfkirche war eines der ersten neugotischen Gebäude in Europa. Der Turm der Kirche ist nach Nordosten mit englisch-gotischem Maßwerk verziert. 

### Ausstattung

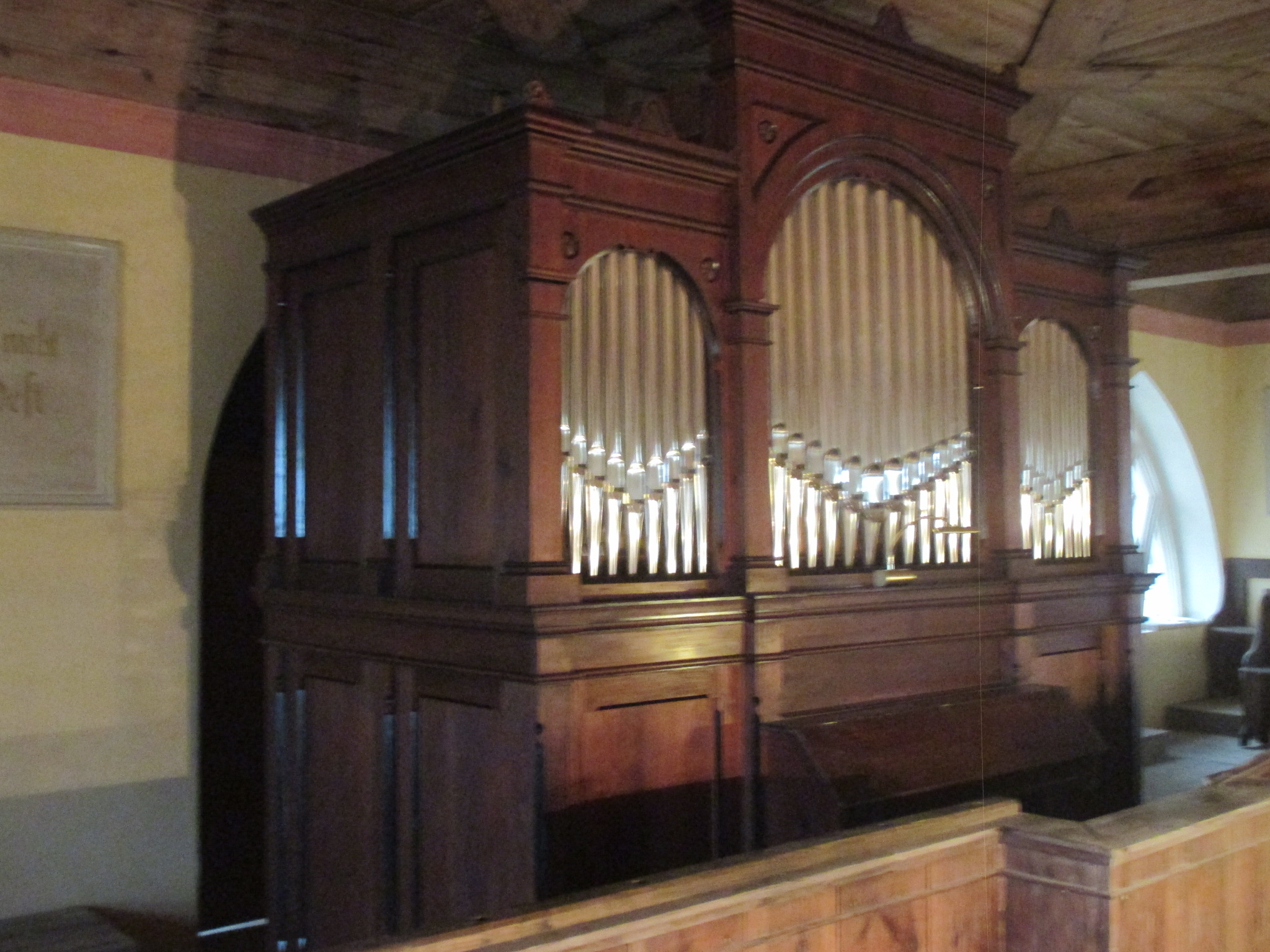
Die Orgel der Kirche

Der relativ große Innenraum der Kirche ist mit einer Bohlendecke mit Kreuzgratimitation und mit Emporen mit großen Holzflächen versehen. Das zentral gelegene Altarpodest im Innenraum dient zugleich als Grabstätte der im Jahr 1799 verstorbenen Prinzessin Agnes, einer Schwester des Fürsten. Eine lebensgroße, liegende Figur der Verstorbenen in mittelalterlicher Tracht befindet sich unter dem Altar. Oben im Altarraum befindet sich die hölzerne Kanzel in einer Wandnische. Die Orgel wurde 1894 durch Ernst Röver gebaut und besteht aus 270 Pfeifen, sowie aus 270 darunter befindlichen Ventilen. Die Ventile sorgen dafür, dass wenn eine Taste gedrückt wird die dazugehörige Pfeife mit Luft versorgt wird. Auf den Innenwänden befinden sich 22 Inschriftenfelder mit Bibelzitaten, lehrreichen Worten und – für den Fürsten typischen – aufklärerischen Zitaten.